# الشرب في الأماكن العامة

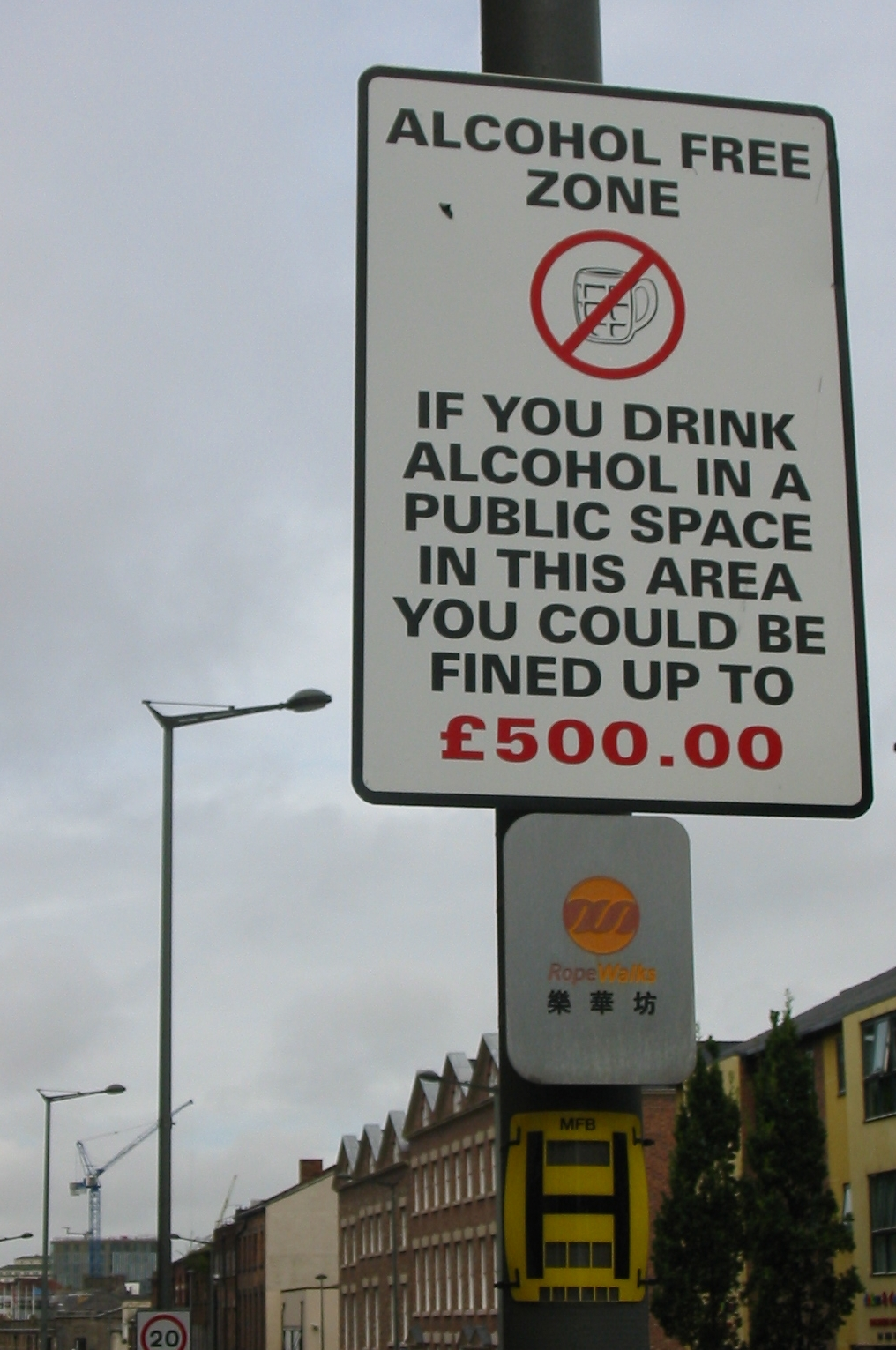
منطقة حاظرة لشرب الكحول في ليفربول.

الشرب في الأماكن العامة تختلف الأعراف الاجتماعية والقوانين المتعلقة بشرب الكحول في الأماكن العامة بشكل كبير في جميع أنحاء العالم. تشير كلمة «العامة» في هذا السياق إلى الأماكن الخارجية مثل الطرق والممرات أو المتنزهات أو في سيارة متحركة. فالشرب في الحانات والمطاعم والملاعب وغيرها من المؤسسات المماثلة، على سبيل المثال، لا يعتبر عمومًا «في الأماكن العامة» حتى وإن كانت تلك المؤسسات مفتوحة لعامة الناس. في بعض البلدان، مثل الولايات المتحدة، والنرويج، وبولندا، والهند، وسريلانكا، وكذلك في مناطق أكبر، مثل الشرق الأوسط، يُدان الشرب العلني أو يُحظر بشكل شبه عالمي، بينما في بلدان أخرى، مثل البرتغال، وإسبانيا، وألمانيا، والمملكة المتحدة، ونيوزيلندا، واليابان، والصين، يُعتبر الشرب العلني مقبولًا اجتماعيًا، على الرغم من أنه قد لا يكون قانونيًا تمامًا.

## جدال
يجادل معارضو الشرب في الأماكن العامة (مثل المنظمات الدينية أو الوكالات الحكومية) بأنه يشجع على الإفراط في استهلاك الكحول والإسراف في الشرب والصخب والعنف، ويقترحون أن على الناس بدلًا من ذلك أن يشربوا في الأعمال التجارية الخاصة مثل البيوت العامة أو الحانات أو النوادي، حيث يمكن أن يمنع النادل الإسراف في الاستهلاك، وحيث يمكن السيطرة بشكل أفضل على الضوضاء بكون حقيقة أن الشخص جالس، وقد يكون الحراس أو الأمن موجودون. بدلًا من ذلك، قد يشرب كبار السن في المنزل. يشعر معارضو تطبيع الاستهلاك العام للكحول بالقلق أيضًا بشأن المخاطر المرتبطة بالسكر العام مثل الزجاجات المكسورة في الشارع والسلوك العدواني في أثناء شرب الخمر.
يجادل أنصار الشرب في الأماكن العامة بأنه لا يسبب مشاكل في حد ذاته، بل إن المشاكل الاجتماعية هي التي تسبب الإسراف في الاستهلاك والعنف، لافتة إلى الدول التي تسمح بالشرب في الأماكن العامة ولديها مستويات منخفضة من الإسراف في الاستهلاك والعنف. ويجادل المؤيدون أيضًا بأن الشرب في الأماكن العامة يساعد على طبيعة المواقف تجاه الشرب ويبني ثقافة شرب صحية أكثر.

## حسب البلد

### أستراليا
على الرغم من اختلاف التفاصيل والعقوبات من ولاية إلى أخرى، يعتبر الشرب في الأماكن العامة مباشرة خارج الأماكن المرخص لها (وأيضًا في المناطق التي يحددها المجلس لحظر الكحول غير قانوني). وبشكل عام، يعد امتلاك وعاء مفتوح من الكحول دليلاً كافياً على شرب الكحول في الأماكن العامة.
وفي نيو ساوث ويلز، يُعتبر الشرب في الأماكن العامة قانونيًا ما لم يُعلن أن منطقة ما منطقة خالية من الكحول. في نيو ساوث ويلز، يُسمح لحراس المجالس والموظفين المأذون لهم باستخدام سلطتهم التقديرية لمصادرة الحاويات المفتوحة في الشوارع العامة في مناطق محددة رسمياً خالية من الكحول داخل حدود مجالسهم)، ولكن عدم إلقاء القبض على هذه المخالفات أو إصدار غرامات/ تجاوزات لهذا الغرض، ما يدفع الكثيرين إلى «غض البصر» عن هذه المخالفات لتجنب النزاع والاقتتال.

### النمسا
في النمسا، تُعد حيازة عدد من الحاويات المفتوحة للكحول أمرًا قانونيًا في جميع أنحاء البلاد من قبل أشخاص في العمر القانوني للشرب. يتوقف السن القانوني للشرب على المشروبات المعنية: 16 للبيرة والنبيذ و18 للمشروبات المقطرة والمشروبات المختلطة. وفي كارينثيا، يُفرض على المراهقين الذين تتراوح أعمارهم بين 16 و 18 سنة نسبة كحول في الدم تقل عن 0.05.
تحد بعض المدن، مثل فيينا أو غراتس في ستيريا أو كلاغنفورت في كارينثيا، من استهلاك الشعب للكحول في مناطق محددة.

### البرازيل
وجود حاوية مفتوحة قانوني في البرازيل. الشرب علنًا قانوني ومقبول اجتماعيًا. غير أن قوانين القيادة تحت تأثير الكحول ظلت سارية على مدى السنوات العشر الماضية، وقد يعتقل المخالفون ويفقدون رخصهم. السكر في الأماكن العامة ليس جريمة، وما لم يحدث إزعاج للناس، لا يمكن القبض على الفرد. ومن غير القانوني بيع الكحول للقاصرين (تحت سن 18).

### بلجيكا
في بلجيكا، معظم المدن الكبرى (مثل أنتويرب على سبيل المثال) لديها قوانين محلية تجعل استهلاك الكحول في الأماكن العامة غير قانوني (معظمها في مناطق محددة مثل الساحات الرئيسية أو الشوارع بالقرب من وسط المدينة). على الرغم من أن هذه القوانين لا تطبق دائمًا، إلا أنها يمكن أن تؤدي إلى غرامات تصل إلى 350 يورو.